# Поляк, Александр Михайлович
Алекса́ндр Миха́йлович По́ляк (1910—1972) — советский химик-технолог, инженер.

## Биография
Родился в Стародубе в семье вольнопрактикующего врача Михеля Абрамовича Поляка, который с 1919 года также работал в городской школьной амбулатории. Двоюродный брат литературоведа Л. М. Поляк. Окончил МВТУ имени Н. Э. Баумана (1931), инженер-химик-технолог. В 1932—1943 годах — в НИИ по удобрениям и инсектофунгисидам (НИУИФ); в 1941—1943 годах — главный инженер Опытного завода НИУИФ; в 1943—1965 годах — в УНИХИМ: в 1943—1951 годах — директор, в 1951—1965 годах — заместитель директора; в 1965—1972 годах — с. н. с. Института органической и неорганической химии АН БССР.
Внёс вклад в совершенствование технологии производства и расширение применения фосфорных и азотных удобрений, соединений хрома и бора. Автор ряда печатных работ. Имеет 25 авторских свидетельств на изобретения. Автор более 100 печатных работ.

## Семья
Двоюродная сестра — Вера Моисеевна Поляк, врач-фтизиатр, была замужем за хирургом-ортопедом, доктором медицинских наук Борисом Наумовичем Цыпкиным; их сын — писатель, доктор медицинских наук Леонид Цыпкин.

## Награды и премии
- Сталинская премия II степени (14 марта 1941) — за разработку технологического процесса комплексного использования фосфатного сырья с получением фосфорных и азотных удобрений, кремнефторида натрия и редких земель
- Сталинская премия III степени (14 марта 1941) — за разработку метода получения сульфата аммония и соды из мирабилита
- два ордена «Знак Почета» (1944, 1951)
- медали